# گورستان قاسم‌آباد (کوهرنگ)
گورستان قاسم‌آباد مربوط به دوره قاجار است و در شهرستان کوهرنگ، بخش مرکزی، دهستان شوراب تنگزی، حاشیه جنوبی روستای قاسم‌آباد، ۳ کیلومتری جنوب چلگرد واقع شده و این اثر در تاریخ ۲۷ اسفند ۱۳۸۷ با شمارهٔ ثبت ۲۶۳۲۳ به‌عنوان یکی از آثار ملی ایران به ثبت رسیده است.